# A Taste of Tequila
| Recensione | Giudizio |
| ---------- | -------- |
| AllMusic   |          |

A Taste of Tequila è un album a nome The Mariachi Brass Featuring Chet Baker, pubblicato dall'etichetta discografica World Pacific Records nel gennaio del 1966.

## Tracce

### LP
Lato A
1. Flowers on the Wall – 2:19 (Lewis DeWitt)
2. Tequila – 2:06 (musica: Chuck Rio)
3. Mexico – 2:14 (Boudleaux Bryant)
4. Cuando calienta el sol – 2:44 (testo: Carlos Rigual, Mario Rigual; adattamento testo in inglese di Michael Vaughn – musica: Rafael Gaston Perez)
5. Hot Toddy – 2:12 (Herb Hendler, Ralph Flanagan)

Lato B
1. Twenty Four Hours from Tulsa – 2:10 (testo: Hal David – musica: Burt Bacharach)
2. Speedy Gonzales – 2:36 (Buddy Kaye, David Hill, Ethel Lee)
3. Come a Little Bit Closer – 2:52 (Tommy Boyce, Bobby Hart, Wes Farrell)
4. El Paso – 3:10 (Marty Robbins)
5. La Bamba – 2:15 (Tradizionale; adattamento musicale di Jack Nitzsche)

## Musicisti
- Chet Baker – flicorno
- "The Mariachi Brass" (Formazione probabile: Herb Alpert (t), Tonni Kalash (t), Bob Edmondson (tb), Lou Pagani (p), John Pisano (g), Pat Senatore (b), Nick Ceroli (dr), Julius Wechter (per. e mar.))
- Jack Nitzsche – arrangiamenti, direzione musicale

Note aggiuntive
- Richard Bock – produttore
- Registrazioni effettuate nel dicembre 1965 a Los Angeles (non accreditato sull'album originale)
- Bruce Botnick – ingegnere delle registrazioni
- Woody Woodward – art direction copertina album originale
- Peter Whorf – foto copertina frontale album originale
- Roy Dimbleby – foto retrocopertina album originale
- John Tynan – note retrocopertina album originale[3]

## Classifica
Album
| Anno | Classifica    | Posizione raggiunta |
| ---- | ------------- | ------------------- |
| 1966 | Billboard 200 | 120                 |